# Serpente (zodiaco cinese)

Serpente

Il Serpente (蛇S), conosciuto dai cinesi anche come "piccolo drago", è uno dei 12 animali dello zodiaco cinese.

## Descrizione e attributi
Un individuo nato in questo periodo è il più saggio e il più affascinante tra tutti.
Un Serpente potrebbe sfruttare le sue doti diplomatiche, potrebbe intraprendere la carriera di ristoratore o diventare un musicista di successo. Tali individui sono dei pensatori, ai quali piace vivere bene. 
Le cose preferite dei Serpenti sono i libri, la musica, i vestiti, il cibo raffinato e il vino; ma la loro passione per le cose più raffinate, la loro innata grazia ed eleganza li porta a evitare le frivolezze, le menti grette e le conversazioni inutili. 
I Serpenti amano molto comunicare e o partecipare attivamente alle conversazioni; se però la conversazione diventa ripetitiva, la loro concentrazione comincia a vacillare. 
È quasi impossibile fissare la loro attenzione su lunghe conversazioni incentrate su banali argomenti quotidiani, mentre preferiscono dilungarsi su argomenti e idee nuove e interessanti. Però hanno uno speciale talento che li porta a giudicare le situazioni nel modo giusto.
Sono sempre attenti a nuove idee e possibilità su cosa fare e su come svolgere qualsiasi cosa, inseguendo il loro intento con grande persistenza. Il Serpente si trova a suo agio in qualsiasi situazione sociale. In astrologia cinese si pensa che i Serpenti siano sicuri di sé, intenti sempre ad ascoltare le opinioni degli altri, senza però necessariamente accettarle. Intelligenti ma ostinati, sembrano quasi propensi a mettersi in guai inutili.
Sebbene sia difficile per queste persone ascoltare consigli, essi sono pazienti e compassionevoli nei confronti degli altri quando c'è bisogno di dare una mano, e la loro abilità nel vedere i problemi sotto diversi punti di vista si dimostra molto utile. Di fronte a dilemmi, i Serpenti agiscono con velocità e convinzione, in quanto pensano intensamente a ciò che fanno e raramente perdono tempo o energia in progetti poco attuabili.
Il Serpente è fortemente compatibile con gli individui nati negli anni del Coniglio, del Gallo e del Drago, della Scimmia, parzialmente con quelli del Topo, del Cane, della Capra e con gli altri Serpenti, ma per nulla compatibile con quelli del Bufalo, del Cavallo, della Tigre e del Maiale.

## Anni del Serpente
Sono Serpenti coloro che sono nati in questi periodi:
- 4 febbraio 1905 - 24 gennaio 1906: Legno
- 23 gennaio 1917 - 10 febbraio 1918: Fuoco
- 10 febbraio 1929 - 29 gennaio 1930: Terra
- 27 gennaio 1941 - 14 febbraio 1942: Metallo
- 14 febbraio 1953 - 2 febbraio 1954: Acqua
- 2 febbraio 1965 - 20 gennaio 1966: Legno
- 18 febbraio 1977 - 6 febbraio 1978: Fuoco
- 6 febbraio 1989 - 26 gennaio 1990: Terra
- 24 gennaio 2001 - 15 febbraio 2002: Metallo
- 10 febbraio 2013 - 30 gennaio 2014: Acqua
- 2025 - 2026: Legno
- 2037 - 2038: Fuoco